# لویکو ترمه
لویکو ترمه (به ایتالیایی: Levico Terme) یک کومونه در ایتالیا است که در ترنتینو واقع شده‌است.

## خصوصیات
لویکو ترمه ۶۲٫۹ کیلومترمربع مساحت و ۷٬۶۶۸ نفر جمعیت دارد و ۵۲۰ متر بالاتر از سطح دریا واقع شده‌است.

## خواهرخوانده
شهر هاوسهام خواهرخواندهٔ لویکو ترمه هست.